# Lufengpithecus chiangmuanensis
Lufengpithecus chiangmuanensis ist eine ausgestorbene Art der Menschenaffen aus der Gattung Lufengpithecus, die während des mittleren Miozäns in Thailand vorkam. Im Chiang-Muan-Becken entdeckte Fossilien, die zu dieser Gattung gestellt wurden, datierten ihre Entdecker im Jahr 2003 zunächst anhand von biostratigraphischen Analysen in die Zeit vor rund 13,5 bis 10 Millionen Jahren. Bereits 2004 wurde diese zeitliche Zuordnung von anderen Autoren kritisiert und stattdessen ein wahrscheinliches Alter von 12 bis 11 Millionen Jahren genannt.
Die Arten der Gattung Lufengpithecus gelten als fossile Verwandte der heute lebenden Orang-Utans und werden daher in die Unterfamilie der Ponginae eingeordnet. Die Eigenständigkeit der Art Lufengpithecus chiangmuanensis ist allerdings umstritten; es wurde vorgeschlagen, die nordthailändischen Funde als lokale  Variante der Art Lufengpithecus keiyuanensis zu interpretieren. Vor der Entdeckung dieser thailändischen Fossilien waren Funde von Lufengpithecus nur aus der Provinz Yunnan der Volksrepublik China bekannt.

## Namensgebung
Lufengpithecus ist ein Kunstwort, gebildet aus der Bezeichnung des Kreises Lufeng im Autonomen Bezirk Chuxiong der Yi in der chinesischen Provinz Yunnan sowie aus dem griechischen Wort πίθηκος (altgriechisch ausgesprochen píthēkos: „Affe“); das Epitheton chiangmuanensis nimmt Bezug auf den Fundort der Fossilien, das Chiang-Muan-Becken im Norden von Thailand. Die Bezeichnung der Art bedeutet somit  „Lufeng-Affe aus Chiang Muan“.

## Erstbeschreibung
Als Holotypus wurden in der Erstbeschreibung durch Yaowalak Chaimanee et al. sieben Zähne ausgewiesen (Archivnummer TF 6171-1 bis TF 6171-7), die im Department of Mineral Resources in Bangkok verwahrt werden; die Erstbeschreibung stützte sich zudem auf weitere 12 Zähne, die dem Holotypus als Paratypen beigegeben wurden und ebenfalls im Bereich der Ban Sa genannten Fundstelle geborgen worden waren (Paleokoordinaten: 17.6° N, 99.9° E).
Die Zähne belegen den Autoren der Erstbeschreibung zufolge eine „frappierende Ähnlichkeit mit den heute lebenden Orang-Utans“. Hieraus schließen sie, dass Lufengpithecus „ein wahrscheinlicherer Kandidat dafür ist, einen Vorfahren dieser Menschenaffen zu repräsentieren“, als  Sivapithecus. Erwähnt wird ferner, dass die Zähne eine deutliche Ähnlichkeit mit den als Lufengpithecus keiyuanensis bezeichneten Fossilien aus Kaiyuan (Volksrepublik China) aufweisen und dass die relativ großen Tiere einen ausgeprägten Sexualdimorphismus hatten.
Die Autoren betonen ferner, dass Lufengpithecus das gleiche Gebiet besiedelt habe wie die späteren, aus dem Pleistozän bekannten Orang-Utans. Ferner weisen die fossil nachgewiesenen Pflanzen aus der Fundschicht von Lufengpithecus chiangmuanensis eine „überraschend“ große Ähnlichkeit mit der Pflanzenwelt Afrikas auf; darin zeige sich „die Existenz eines zeitweiligen Ausbreitungskorridors für Pflanzen und Tiere zwischen Südostasien und Afrika während des mittleren Miozäns, der eine entscheidende Rolle bei der Ausbreitung der Menschenartigen gespielt haben könnte.“

## Belege
1. 1 2  Yaowalak Chaimanee u. a.: A Middle Miocene hominoid from Thailand and orangutan origins. In: Nature. Band 422, 2003, S. 61–65, doi:10.1038/nature01449.
2. 1 2  Martin Pickford et al.: Age and taxonomic status of the Chiang Muan (Thailand) hominoids. In: Comptes Rendus Palevol. Band 3, Nr. 1, 2004, S. 65–75, doi:10.1016/j.crpv.2003.09.029.
3. ↑  Eintrag Ban Sa in der Paleobiology Database.